# Heiri Suter

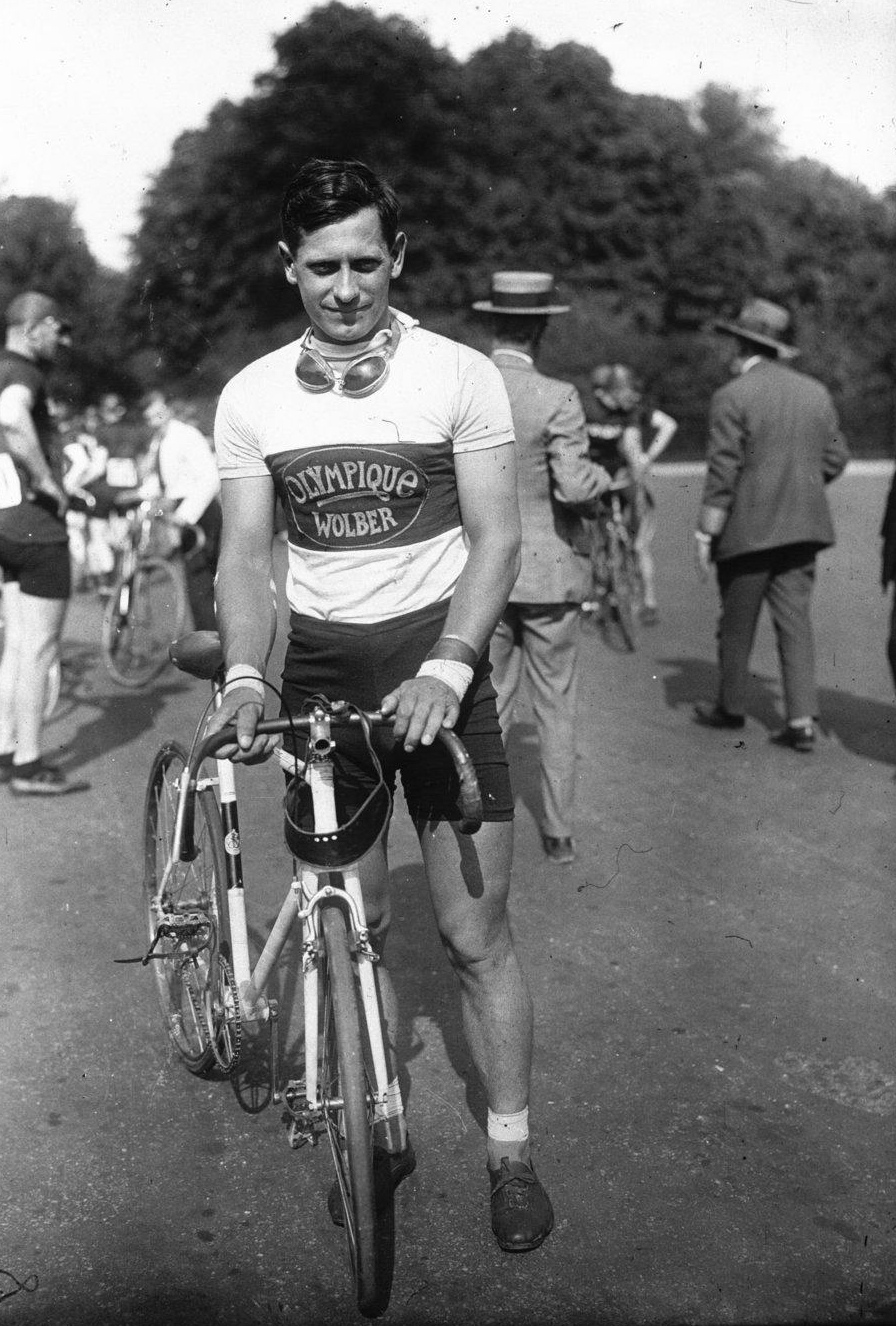
Heiri Suter (1926)

 Heinrich «Heiri» Suter (* 10. Juli 1899 in Gränichen; † 6. November 1978 in Bülach) war ein Schweizer Radrennfahrer.
Heiri Suter galt als Klassikerspezialist und fuhr von 1918 bis 1941 während 23 Jahren Radrennen als Profi, wobei er insgesamt 57 grosse Siege feiern konnte. 1923 schaffte er als erster Fahrer innerhalb eines Jahres das «Double» Paris–Roubaix und die Flandern-Rundfahrt, ein Erfolg, der erst im Jahre 2010 mit Fabian Cancellara einem weiteren Schweizer gelang.
Neben einer Reihe weiterer Straßenradrennen gewann er 1922 und 1923 das Eintagesrennen München–Zürich. 1926 gewann er als erster Ausländer das Eintagesrennen Rund um Frankfurt.
Suter war der jüngste von insgesamt sechs Brüdern (Franz, Paul, Fritz, Max und Gottfried), die alle Rennfahrer waren. Der erfolgreichste neben Heiri war Paul, der 1923 Steher-Weltmeister wurde. Suter wandte sich später den Steherrennen zu und wurde von seinem Bruder Paul zu zwei Meistertiteln geführt.
Ein Neffe der Gebrüder Suter, Sohn einer der beiden Schwestern, war Heiri Hächler (1926–2001), von 1958 bis 1980 Direktor des Hallenstadions von Zürich sowie Präsident der «Union Internationale des Vélodromes», einer Vereinigung der Sechstage-Veranstalter.

## Palmarès
- Schweizer Meister Strasse: 1920, 1921, 1922, 1926, 1929
- Paris–Roubaix: 1923
- Flandern-Rundfahrt: 1923
- Bordeaux–Paris: 1925
- Paris–Tours: 1926, 1927
- Meisterschaft von Zürich: 1919, 1920, 1922, 1924, 1928, 1929
- Frankfurt: 1927
- Critérium des As: 1923 (2. Platz: 1924)
- 3. Platz Lombardei-Rundfahrt: 1919
- 5. Platz Mailand–Sanremo: 1927